# Riparia paludicola
El avión paludícola (Riparia paludicola) es una especie de ave paseriforme de la familia Hirundinidae propia de África. El ornitólogo francés Louis Vieillot  la describió por primera vez como Hirundo paludicola en 1817 en su Nouveau Dictionnaire d'Histoire Naturelle.
Tiene una gran área de distribución, que incluye la mayor parte de África. Se trata de una especie migratoria parcial, dado que algunas poblaciones realizan desplazamientos según la estación del año. Suele habitar cerca de los cursos de agua.
El avión paludícola anida en colonias, en las cuales cada pareja está cerca de otras si hay poco espacio disponible. Los nidos se localizan en túneles de 30 a 60 cm de largo, ubicados en bancos de arena. El interior del nido consiste en una capa de paja y plumas, localizado en una cámara de dicha madriguera. Normalmente ponen de dos a cuatro huevos por nidada y ambos padres los incuban.
El avión paludícola, de 12 cm de largo, es de color marrón en sus partes superiores y blanco o marrón claro en las inferiores. No posee una banda marrón en el pecho, a diferencia del avión zapador; su pico es negro y sus patas, marrones. Ambos sexos son similares, pero los más jóvenes tienen una terminación más clara en las puntas de las alas y el vientre. Las diferentes razas varían en el tono del plumaje de sus partes superiores e inferiores y en el tamaño:
- R. p. paludicola: sur de África, tiene las partes inferiores blancas.
- R. p. paludibula: oeste de África. Más pequeño y oscuro que la subespecie nominal.
- R. p. ducis: este de África. Más pequeño que la subespecie nominal.
- R. p. mauretanica: Marruecos. Pequeño y claro.
- R. p. newtoni: únicamente montañas de Camerún. Más oscuro que la subespecie anterior.
- R. p. cowani: Madagascar. Pequeño y con partes inferiores grisáceas.[5]